# 蒙雷阿勒 (热尔省)
蒙雷阿勒（法語：Montréal，法語發音：[mɔ̃ʁeal] ⓘ）是法国热尔省的一个市镇，属于孔东区。

## 地理
蒙雷阿勒（43°57'0"N, 0°12'8"E）面积63.05 平方千米，位于法国奧克西塔尼大區热尔省，该省份为法国西南部内陆省份，北起顺时针与洛特-加龙省、塔恩-加龙省、上加龙省、上比利牛斯省、大西洋比利牛斯省和朗德省接壤。
与蒙雷阿勒接壤的市镇（或旧市镇、城区）包括：圣莫尔德佩里亚克、普德纳、博蒙、布列塔尼-达马尼亚克、卡斯泰尔诺多藏-拉巴雷尔、卡兹讷沃、富尔塞斯、拉格罗莱迪热尔、奥斯河畔拉罗克、洛拉厄。

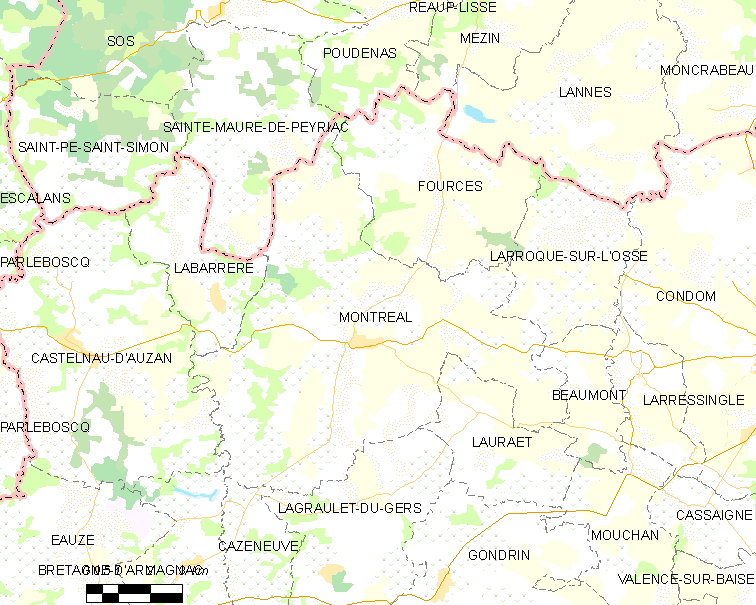
的OSM定位图

蒙雷阿勒的时区为UTC+01:00、UTC+02:00（夏令时）。

## 行政
蒙雷阿勒的邮政编码为32250，INSEE市镇编码为32290。

## 政治
蒙雷阿勒所属的省级选区为阿马尼亚克-泰纳雷兹县。

## 人口

1962-2008年间人口变化图示

蒙雷阿勒于2022年1月1日时的人口数量为1176人。